# Lukas Hartmann
Pour les articles homonymes, voir Hartmann.
Lukas Hartmann, né Hans-Rudolf Lehmann le 29 août 1944, est un romancier et auteur de littérature jeunesse suisse, d'expression allemande. 

## Biographie
Lukas Hartmann est né sous le nom de Hans-Rudolf Lehmann. Sa mère était une fille d'agriculteur, et son père, cordonnier, a travaillé par la suite comme postier auxiliaire, puis chef de département à la Poste suisse. La mère avait une fibre artistique qu'elle a transmise à ses deux fils. Le cadet, Jürg est devenu journaliste, et dirige l'école de journalisme du Groupe Ringier. Lukas Hartmann a écrit ses premières histoires à l'âge de 13 ans. Après une formation pédagogique (allemand, histoire, musique) il enseigne comme instituteur, puis reprend des études de psychologie (sans diplôme), exerçant ensuite les fonctions de travailleur social, journaliste et écrivain. 
Un film a été tiré de ses romans Anna - annA et Pestalozzis Berg.
La grand-mère de Hartmann a été une enfant placée, aussi Hartmann soutient-il l’initiative populaire « réparation de l'injustice faite aux enfants placés de force et aux victimes de mesures de coercition prises à des fins d'assistance (initiative sur la réparation) » et son contre-projet indirect (loi fédérale sur les mesures de coercition à des fins d'assistance et les placements extrafamiliaux antérieurs à 1981). Publié en avril 2018, son roman historique Ein Bild von Lydia (Un portrait de Lydia) retrace la vie douloureuse de Lydia Welti-Escher.
Il est l'époux en secondes noces de la conseillère fédérale Simonetta Sommaruga,,. Fin 2022, il est victime d'un AVC, ce qui conduit son épouse à remettre son mandat.

## Quelques prix et distinctions
- 1986 : (international) « Honour List »[8] de l'IBBY pour Anna-annA
- 1995 : Prix du livre de jeunesse suisse pour So eine lange Nase
- 2010 : Grand prix de littérature de la ville et canton de Berne

## Publications (sélection)
Romans
- 1978 : Pestalozzis Berg. Zytglogge, Gümligen  (ISBN 978-3-257-24023-8).
- 1980 : Gebrochenes Eis: Aufzeichnungen. Arche, Zürich  (ISBN 978-3-492-00697-2).
- 1982 : Mahabalipuram oder Als Schweizer in Indien. Ein Reisetagebuch. Arche, Zürich  (ISBN 978-3-716-01764-7).
- 2003 : Die Tochter des Jägers. Nagel & Kimche, Zürich  (ISBN 3-312-00292-3).
- 2013 : Abschied von Sansibar. Diogenes, Zürich  (ISBN 978-3-257-06867-2).
- 2015 : Auf beiden Seiten. Diogenes, Zürich  (ISBN 978-3-257-06921-1).
- 2016 : Ein passender Mieter, Diogenes, Zürich  (ISBN 978-3-257-06967-9)
- 2018 : Ein Bild von Lydia, Diogenes, Zürich  (ISBN 978-3-257-07012-5)
- 2021 : Schattentanz: Die Wege des Louis Soutter, Diogenes, Zürich  (ISBN 978-3-257-07109-2)

Littérature jeunesse
- 1984 : Anna annA. Zytglogge, Gümligen  (ISBN 978-3257011456).
- 1987 : Joachim zeichnet sich weg. Ein Roman für Kinder. Nagel & Kimche, Zürich  (ISBN 978-3-499-20559-0).
- 1990 : Die wilde Sophie. Nagel & Kimche, Zürich  (ISBN 978-3-423-62264-6).
- 1994 : So eine lange Nase. Nagel & Kimche, Zürich  (ISBN 978-3-257-01148-7).
- 2006 : Heul nicht, kleiner Seehund! Kinderroman. Illustrations by Julia Friese. Bajazzo, Zürich  (ISBN 978-3-907-58874-1).
- 2007 : Spuren in der Polenta. Essgeschichten und Rezepte für Kinder. Illustrations by Larissa Bertonasco. Bajazzo, Zürich  (ISBN 978-3-907-58884-0).

Pièces de théâtre
- 1976 : Beruhigungsmittel
- 1977 : Familiefescht

## Radio
- 1976 : Em Pfarrer sy Scheidig for Schweizer Radio DRS.
- 1984 : Auf dem Scherbenberg for DRS.